# Опівнічники
Опівнічники (англ. Nighthawks) — найвідоміша картина американського художника Едварда Гоппера і один із найвпізнаваніших творів мистецтва США, написана 1942 року. Автор зображує чотирьох людей в їдальні у центральній частині міста. З перспективи глядача їх видно крізь велике скло закладу. Світло, що падає крізь нього, підсвічує напівтемний та безлюдний вуличний міський пейзаж.
"Опівнічники" є однією з найвпізнаваніших картин в Американському мистецтві. Її відносять до жанру американського реалізму. Через місяці після завершення, твір було продано Чиказькому художньому інституту за 3000 доларів США.

## Сюжет
Сюжет картини навіяний закусочною в районі Гринвіч-Віллидж на Мангеттені, по сусідству з будинком художника. В даний час на її місці знаходиться автостоянка Mulry Square. Гоппер почав роботу над картиною відразу ж після нападу на Перл-Гарбор, коли по всіх Сполучених Штатах поширилося почуття похмурості і пригніченості, передане в картині. На полотні зображені нічні відвідувачі закусочної, занурені у власні думки. Єдиний працівник, на мить відірвавшись від своїх справ, дивиться у вікно повз клієнтів. Вулиця біля їдальні безлюдна і темна, її висвітлює тільки світло з мабуть єдиного працюючого в таку пізню годину закладу. Якщо придивитися, можна помітити, що немає жодного видимого виходу назовні з цього закладу, що ще більше нагнітає почуття обмеженості і замкнутості. Гоппер заперечував, що хотів виразити саме це в картині, але говорив, що, «можливо, несвідомо хотів зобразити самотність у великому місті».
«Опівнічники» є єдиним полотном Гоппера, в якому показані вигнуті частини віконного скла і в якому скло взагалі стає видимим.
Картина «Опівнічники» справила великий вплив на американську культуру. Алюзії і пародії на неї зустрічаються в багатьох картинах, фільмах, книгах і піснях. Зокрема, картина вплинула на вигляд міста з фільму «Той, хто біжить по лезу». Це один з улюблених творів Девіда Лінча.

## Історія володіння
Завершивши роботу над полотном наприкінці зими 1941–1942 років, Гоппер виставив його в галереї Рена, де зазвичай продавалися його картини. Воно залишалося там близько місяця. У День Святого Патріка Едвард і Джо Гоппери відвідали відкриття виставки картин Анрі Руссо в нью-йоркському Музеї сучасного мистецтва, яку організував Даніель Кеттон Річ, директор Чиказького художнього інституту. Річ був присутній разом з Альфредом Барром, директором Музею сучасного мистецтва. Барр захоплено відгукувався про картину «Заправка», яку Гоппер намалював роком раніше, і «Джо сказала йому, що він просто повинен піти до Рена, щоб подивитися на «Нічних яструбів». Зрештою, саме Річ пішов, назвав «Опівнічників» «чудовими, як [Вінслоу] Гомер» і невдовзі домовився про його купівлю для Чикаго». Картину було продано 13 травня 1942 року за 3000 доларів (еквівалентно 57 730 доларам у 2024 році).